# Фабіо Мента
Фабіо Мента (італ. Fabio Menta) — італійський волейбольний тренер і колишній гравець, який востаннє тренував команду Foton Tornadoes, яка виступала під назвою Foton Pilipinas на Чемпіонаті Азії з волейболу серед жінок у 2016 році.
Мента також тренував жіночу збірну Островів Кука. Він був найнятий Foton Tornadoes у серпні 2016 року, щоб очолити їх на клубному чемпіонаті Азії з волейболу серед жінок у 2016 році, де вони змагалися як «Foton Pilipinas». Мента очолював Foton на Чемпіонаті Таїланду з волейболу Select Tuna 2016, який був частиною підготовки команди до перебування в азійському клубі.
Звільнився з Foton 24 вересня 2016 року 